# Stenotabanus abacus
Stenotabanus abacus är en tvåvingeart som beskrevs av Philip 1954. Stenotabanus abacus ingår i släktet Stenotabanus och familjen bromsar.
Artens utbredningsområde är Sonora (Mexiko). Inga underarter finns listade i Catalogue of Life.